# Leave Home
Leave Home is een nummer van The Chemical Brothers, uitgebracht op 5 juni 1995 door het platenlabel Junior Boy's Own. Het nummer behaalde de 17e positie in de UK Singles Chart.

## Tracklist

### CD
| Nr. | Titel                               | Duur |
| --- | ----------------------------------- | ---- |
| 1.  | Leave Home                          | 5:33 |
| 2.  | Leave Home (Underworld Mix)         | 6:47 |
| 3.  | Leave Home (Sabres of Paradise Mix) | 5:36 |

| Nr. | Titel                               | Duur |
| --- | ----------------------------------- | ---- |
| 1.  | Leave Home                          | 5:33 |
| 2.  | Leave Home (Underworld Mix I)       | 8:53 |
| 3.  | Leave Home (Sabres of Paradise Mix) | 5:36 |
| 4.  | Life Is Sweet                       | 6:33 |
| 5.  | Life Is Sweet (Remix 1)             | 7:04 |
| 6.  | Life Is Sweet (Daft Punk Remix)     | 8:37 |
| 7.  | If You Kling to Me I'll Klong You   | 5:24 |

### Vinyl
| Nr. | Titel                               | Duur |
| --- | ----------------------------------- | ---- |
| 1.  | Leave Home                          | 5:33 |
| 2.  | Leave Home (Sabres of Paradise Mix) | 5:36 |
| 3.  | Let Me in Mate                      | 4:21 |

| Nr. | Titel                          | Duur |
| --- | ------------------------------ | ---- |
| 1.  | Leave Home (Underworld Mix II) | 8:53 |
| 2.  | Leave Home (Underworld Mix)    | 6:47 |